# Estância Roque
Estância Roque est une localité de l'île de Fogo au Cap-Vert.

## Géographie
Estância Roque est située dans la partie orientale de l'île de Fogo et elle fait partie de la municipalité de Santa Catarina do Fogo.
Estância Roque est située à 3 km à l'ouest de Cova Figueira et à 19 km à l'est de São Filipe, la capitale de l'île.
Les localités voisines sont Figueira Pavão au sud et Cabeça Fundão au nord-ouest.

## Population
En 2010, Estância Roque comptait 411 habitants.